# IX. Elrood
IX. Elrood Corrino (9 999-10 156)  Frank Herbert A Dűne című regényének kitalált alakja.
III. Fondil "a Vadász" fia, valamint a Corrino-ház feje az ismert univerzum 83. Padisah Császára és IV. Shaddam, a későbbi császár apja.

## Élete és uralma
IX. Elrood 19 évesen 10 018-ban került a császári trónra. 138 éven át tartó uralma alatt háromszor is megházasodott, feleségeit a Mutelli-, a Hagal-, majd az Ecaz-ház adta.
Első fia, Fafnir Koronaherceg 10 092-ben született meg, őt azonban Hasimir Fenring gróf 10 138-ban meggyilkolta.
Shaddamon és Fafniron kívül van még egy törvénytelen fia is, a Shando Balut által szült Tyros Reffa, akit azért titkol el, hogy életét megoltalmazza.
Regnálása alatt indul be az Amal-projekt, melynek célja a melanzs mesterséges előállítása és ő küldi az Arrakisra Pardot Kynes planetológust abból a célból, hogy az megtalálja, hogy jön létre a fűszer.
| Előző uralkodó: III. Fondil | Az Impérium Padisah Császára 10 018-10 156 | Corrino-ház | Következő uralkodó: IV. Shaddam |

| Előző uralkodó: III. Fondil | A Corrino-ház feje 10 018-10 156 | Corrino-ház | Következő uralkodó: IV. Shaddam |